# ルベン・ペレス
ルベン・サルバドール・ペレス・デル・マルモル（Rubén Salvador Pérez del Mármol, 1989年4月26日 - ）は、スペイン・セビリア県出身のサッカー選手。パナシナイコスFC所属。ポジションはMF。

## 経歴
アトレティコ・マドリードの下部組織であるアトレティコ・マドリードB出身の選手。2010年5月15日、ヘタフェCF戦でプロデビューを果たした。
7月25日、フィリペ・ルイスの加入に伴い、デポルティーボ・ラ・コルーニャに2年契約でレンタル移籍した。9月13日、セビージャFC戦で移籍後初出場を果たした。
2015年8月7日、グラナダCFに4年契約で完全移籍した。
2016年8月、CDレガネスにレンタル移籍。
2018年7月、CDレガネスに完全移籍。
2021年7月14日、パナシナイコスFCに2年契約で移籍。

## 代表歴
スペイン代表としてUEFA U-21欧州選手権2011メンバーに選ばれ優勝した。

## タイトル
代表
- UEFA U-21欧州選手権 2011